# واتسلاو چتورتک
واتسلاو کافورِک (چکی: Václav Cafourek؛‏ تلفظ چکی: [ˈva:tslav]؛ ‏زادهٔ ۴ آوریل ۱۹۱۱ - درگذشتهٔ ۶ نوامبر ۱۹۷۶) که بیشتر با تخلص هنری‌اش واتسلاو چْتوِرتِـک (به چکی: Václav Čtvrtek) شناخته می‌شود، مؤلف، نمایشنامه‌نویس و شاعر اهل جمهوری چک بود. معروف‌ترین آثار او «قصه‌های خزه و سرخس»، «رومسایس» و «آمالکا، پری افسانه‌ای» هستند. او بیشتر خالق و نویسندهٔ قصه‌های پریان برای کودکان بود و برخی آثارش به صورت کارتون و سریال‌های تلویزیونیِ ویژه کودکان اقتباس شده است. در ۴ آوریل ۲۰۱۱ میلادی، گوگل صدمین سالگرد تولد او را با جایگزین کردن لوگوی اصلی خود با یک دودل جشن گرفت که بزرگداشت یک روزهٔ آثار او در جمهوری چک گوگل محسوب می‌شد. او بیش از ۷۰ کتاب - عمدتاً برای کودکان - نوشت.